# アルキメデスのクレーン

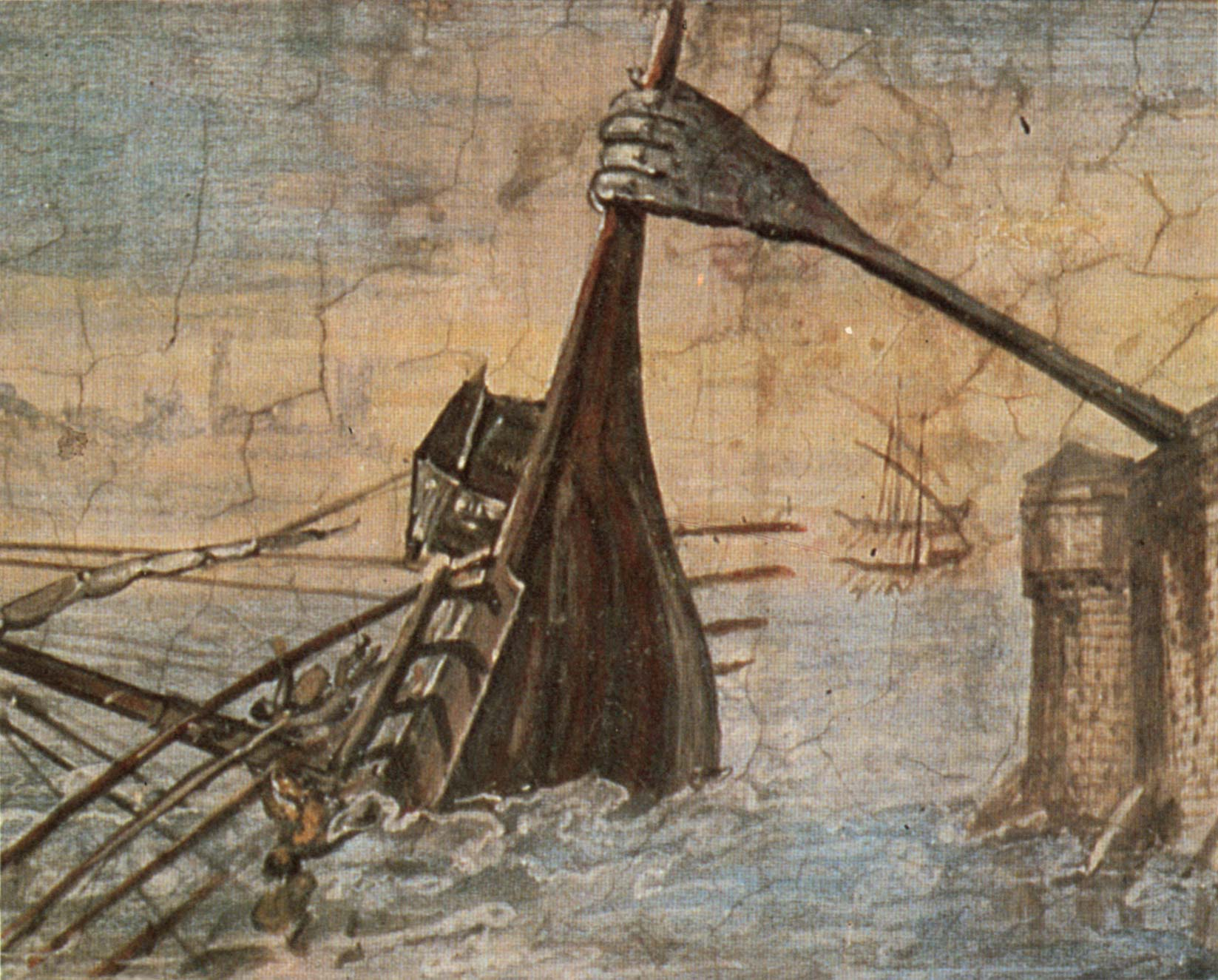
メディチ家に仕えた画家であったギウリオ・パリギの「鉄の手」

アルキメデスのクレーン (古代ギリシア語: Ἁρπάγη、鉄の手とも呼ばれる) とはアルキメデスがローマ軍からシラクサを守るために作ったとされている古代兵器である。兵器の実物は現存していないが、古代の歴史家達の記録には「船を持ち上げて落とすことで破壊する鉤爪が付いた巨大なクレーン 」のような物とされてある。もし本当に使われたならば、おそらく一つの船を持ち上げ、それを他の船にぶつけて両方とも破壊することにも使われた、と考えられている。
この兵器は第二次ポエニ戦争中、アルキメデスが住んでいたシラクサがローマ軍の戦艦60隻に包囲された時に使われたと言われている。ローマ艦隊は夜に町の壁に奇襲を行おうとしたが、アルキメデスが壁に様々な兵器を仕込んでいたことを想定していなかった。その結果、艦隊はカタパルトやクレーンの餌食となってしまい、重大な被害を負ってしまった。この話は、リウィウスなどの歴史家により記され、広められた。
クレーンの信憑性を試すため、BBCは1999年に「古代人達の真実」、そして2005年にもう一度「古代世界の超兵器達」というディスカバリー・チャンネルのシリーズで実験を行った。二つの実験は、両方とも物理学者達や工学者達を集め、アルキメデスの時代の技術を使ってクレーンを再現してみる、という内容だった。どちらの実験でも学者達は七日をかけてクレーンを作ることに成功し、更にはローマ軍の船のレプリカにクレーンをぶつけ沈没させることにも成功した。この実験はクレーンが実際に使われたということは証明しないが、可能性はあることを証明した。
- Category:Ancient weapons
- Archimedes' heat ray
- Roman siege engines
- Sambuca (siege engine)